# Czarna Młaka
Czarna Młaka lub Tatliakowe Jeziorko (słow. Čierna mláka, Ťatliakovo pliesko) – niewielkie jezioro w słowackiej części Tatr Zachodnich. Znajduje się w Dolinie Rohackiej, tuż za Bufetem Rohackim. Jest to niewielki i płytki stawek, o długości ok. 70 m. Ma kamieniste i muliste dno. Słowacy nazywają go Tatliakowym Jeziorkiem dla uczczenia pamięci Jána Ťatliaka – zasłużonego dla Tatr działacza. W latach 1946–1947 stawek sztucznie obudowano kamieniami, jednak w dwadzieścia kilka lat później woda zaczęła ze stawku uciekać do Rohackiego Potoku. W latach 70. mieszkańcy Zuberca uratowali go, wypełniając dno ilastą gliną. Zabieg ten okazał się skuteczny, mimo że przeprowadzony został bez ekspertyz naukowych.
Znad stawku ciekawy widok na wznoszące się wysoko Rohacze i Wołowiec. Sam staw jest od polskiej strony doskonale widoczny z całej grani od Wołowca na Rakoń.

## Szlaki turystyczne
Czasy przejścia podane na podstawie mapy.
  – czerwony szlak z Zuberca obok skansenu (Muzeum Wsi Orawskiej), a dalej przez Zwierówkę i Dolinę Rohacką do Bufetu Rohackiego.
- Czas przejścia z Zuberca do Zwierówki: 2 h, z powrotem tyle samo
- Czas przejścia ze Zwierówki do bufetu: 1:30 h, z powrotem tyle samo

  – zielony z Zabratowej Przełęczy koło Bufetu Rohackiego i Rohackich Stawów przez Dolinę Spaloną na Banikowską Przełęcz i Banówkę.
- Czas przejścia z Zabratowej Przełęczy do bufetu: 30 min, ↑ 45 min
- Czas przejścia od bufetu nad Wyżni Rohacki Staw: 1:40 h, ↓ 1:10 h
- Czas przejścia od stawu na Banikowską Przełęcz: 1:55 h, ↓ 1:25 h

  – niebieski przez Dolinę Smutną na Smutną Przełęcz. Czas przejścia: 2:10 h, ↓ 1:30 h